# Joe Doering
Joseph "Joe" Doering (nacido el 16 de abril de 1982) es un luchador profesional estadounidense, que actualmente ha firmado con Impact Wrestling. 
Es conocido por su tiempo en All Japan Pro Wrestling, donde ha tenido dos reinados como campeón de peso pesado de la Triple Corona. En el pasado trabajó para Total Nonstop Action Wrestling y también firmó previamente con World Wrestling Entertainment (WWE), donde compitió en su territorio de desarrollo Florida Championship Wrestling bajo el nombre de ring Drake Brewer.

## Carrera de lucha libre profesional

### Entrenamiento y debut (2004-2007)
Doering fue entrenado en la Can-Am Wrestling School / Total Nonstop Action Wrestling School en 2004. El 19 de diciembre de 2004, Doering luchó en su primer combate para Border City Wrestling (BCW), donde fue derrotado por D-Ray 3000.

### Total Nonstop Action Wrestling (2005-2006)
El 12 de diciembre de 2005, Joe Doering compitió durante el espectáculo de vista previa gratuita de TNA Turning Point 2005, en una lucha por equipos de seis hombres. En la edición del 17 de diciembre de 2005 de TNA Impact!, grabado el 13 de diciembre de 2005, Doering perdió ante Rhino. El 28 de septiembre de 2006, edición de Impact!, que fue grabado el 25 de septiembre, Doering, bajo el nombre de ring Vaughn Doring, hizo su última aparición en TNA en una lucha por equipos, donde él y Brandon Thomaselli fueron derrotados por Team 3D.

### World Wrestling Council (2006)
El 28 de abril de 2006, Doeing hizo su debut para la promoción puertorriqueña World Wrestling Council (WWC) bajo el nombre de ring Hans von Doering y derrotó a Fire Blaze. Doering continuó trabajando para WWC hasta el 10 de junio.

### All Japan Pro Wrestling (2007-2010)
Doering debutó para All Japan Pro Wrestling el 24 de junio de 2007. Después de terminar el período de estudios en el extranjero, All Japan recompensó a Joe Doering con un contrato gaijin en septiembre de 2007, y Doering se convirtió en miembro del roster principal. Su primera pelea sería con Suwama, a quien cubrió el 18 de octubre de 2007. Suwama juró vengarse de Doering, pero una vez más fue inmovilizado por él en el partido inaugural de la Liga de determinación de etiquetas más fuerte del mundo 2007, donde Doering se asoció con La leyenda japonesa Keiji Mutoh y Suwama con Satoshi Kojima. Los equipos se volverían a encontrar en la final del mismo torneo y esta vez Mutoh cubrió a Suwama para ganar el torneo. El 3 de enero de 2008, Doering y Mutoh derrotaron a Kojima y TARU para ganar el Campeonato Mundial en Parejas. Sin embargo, debido a la apretada agenda de Mutoh, el equipo no hizo ninguna defensa, antes de perder los títulos el 28 de junio ante Taiyō Kea y Minoru Suzuki de GURENTAI.
La próxima pelea de Doering sería con Zodiac, a quien derrotó el 25 de mayo de 2008, en un combate de cabello contra máscara. El 28 de octubre de 2008, Doering se volvió y se unió a Voodoo Murders, donde formaría un equipo con el ex rival Zodiac. El equipo entró en la Liga de determinación de etiquetas más fuerte del mundo 2008, donde terminaron terceros.
En enero de 2010, se informó que Doering había firmado un contrato de desarrollo con World Wrestling Entertainment (WWE). En su última pelea con All Japan, no pudo reclamar el Campeonato de Peso Pesado de la Triple Corona de Satoshi Kojima.

### WWE (2010)
El 25 de febrero de 2010, Doering hizo su debut en Florida Championship Wrestling, el territorio de desarrollo de la WWE bajo su nombre real, donde perdió ante Johnny Prime. El 18 de marzo, derrotó a Prime en una revancha bajo el nombre de Drake Brewer. En septiembre de 2010 se informó que Doering había sido liberado de su contrato de desarrollo. 

### Regreso a AJPW (2010-2019)
El 5 de noviembre de 2010, Doering regresó a All Japan Pro Wrestling y se volvió a unir a Voodoo Murders, formando equipo con KENSO en un combate por equipos, donde fueron derrotados por Suwama y Ryota Hama. El 6 de febrero de 2011, Doering y Kono derrotaron a Akebono y Taiyō Kea para ganar el Campeonato Mundial en Parejas. El 3 de junio de 2011, después de una pelea entre bastidores, que resultó en que Nobukazu Hirai sufriera un derrame cerebral, All Japan Pro Wrestling disolvió Voodoo Murders, suspendió a todos sus miembros japoneses y dejó vacante el Campeonato Mundial en Parejas. Doering recuperó el título de Manabu Soyay Takao Omori el 20 de mayo de 2012, esta vez haciendo equipo con Seiya Sanada. Doering y Sanada perdieron el título nuevamente ante Soya y Omori el 17 de junio. Doering luego se reunió con el Zodiac que regresaba, sin embargo, después de que los dos no pudieron recuperar el Campeonato Mundial en Parejas de Soya y Omori el 8 de septiembre. Doering puso fin a la relación de corta duración al encender Zodiac. El 13 de noviembre, Suwama anunció que él y Doering habían decidido formar una nueva sociedad llamada "Última revolución". Más adelante en el mes, Last Revolution llegó a la final de la Liga de determinación de etiquetas más fuerte del mundo de 2012., antes de perder ante el equipo de Manabu Soya y Takao Omori. A principios de 2013, a Last Revolution se unieron Kaz Hayashi, Shuji Kondo y Yasufumi Nakanoue. Sin embargo, cuando Hayashi y Kondo anunciaron en junio de 2013 que iban a dimitir de All Japan, Doering anunció que Last Revolution ya no podría continuar y se disolvería el 30 de junio. Sin embargo, después de derrotar a Suwama, el actual Campeón de Peso Pesado Triple Corona, en un combate individual sin título el 15 de septiembre, Doering y él decidieron volver juntos e ir por el Campeonato Mundial en Parejas, cambiando el nombre de su equipo a "Evolutión". El 22 de octubre, Evolution derrotó a Burning (Go Shiozaki y Jun Akiyama) para ganar el Campeonato Mundial en Parejas. Como resultado de vencer a Akebono en una lucha por equipos, Doering se ganó una oportunidad en su Campeonato de Peso Pesado Triple Corona, pero fue derrotado en la lucha por el título el 24 de noviembre. El 8 de diciembre, Evolution derrotó a Xceed (Ir Shiozaki y Kento Miyahara) en la final para ganar la Liga de determinación de etiquetas más fuerte del mundo 2013. El 16 de febrero de 2014, Hikaru Sato se unió a Doering y Suwama, convirtiendo Evolution en un establo. El 28 de junio, Doering y Suwama perdieron el Campeonato Mundial en Parejas ante Wild Burning (Jun Akiyama y Takao Omori). El 27 de julio, Doering derrotó a Suwama para ganar el Campeonato de Peso Pesado de la Triple Corona por primera vez, convirtiéndose en el sexto poseedor del título no japonés. El 30 de agosto, Doering hizo su primera defensa exitosa del título contra el ex campeón Akebono. La segunda defensa de Doering tuvo lugar el 18 de octubre en un evento de Border City Wrestling (BCW) en Windsor, Ontario, donde derrotó a Rhino. Esta fue la primera vez que se defendió el título fuera de Japón. Doering hizo su tercera defensa exitosa el 29 de octubre contra el ganador del Torneo Ōdō 2014, Go Shiozaki. Doering perdió su título ante Shiozaki en una revancha el 3 de enero de 2015. 
Estaba previsto que Doering regresara a Japón en el Carnaval de Campeones de 2016, pero se vio obligado a retirarse del torneo después de que le diagnosticaran un tumor cerebral. El 27 de noviembre, Doering hizo una aparición en el show de All Japan en Ryōgoku Kokugikan, anunciando que regresaría al ring en enero de 2017. Su combate de regreso tuvo lugar el 2 de enero, cuando él, Hikaru Sato y Suwama derrotaron Jake Lee, Kento Miyahara y Naoya Nomura en una lucha por equipos de seis hombres. En abril, Doering llegó a la final del Carnaval de Campeones de 2017, antes de perder ante Shuji Ishikawa. El 30 de julio, Doering dejó Evolution. El 21 de octubre, Doering derrotó al ex socio de Evolution, Suwama, para ganar el Campeonato de Peso Pesado de la Triple Corona por segunda vez. lo perdería ante Kento Miyahara el 25 de marzo de 2018,

### Regreso a Impact Wrestling (2020-presente)
El 14 de noviembre de 2020, Doering hizo un regreso sorpresa a Impact Wrestling, anteriormente conocido como TNA, en Turning Point, donde ayudó a Eric Young a vencer a The Deaners.
En Hard To Kill, junto a Eric Young & Cody Deaner derrotaron a Cousin Jake, Rhino & Tommy Dreamer) en un Old School Rules Match.

### Otras promociones
El 20 de marzo de 2007, Doering hizo su debut en Juggalo Championship Wrestling, donde se asoció con Conrad Kennedy III y fue derrotado por Necro Butcher y Zach Gowen. El 8 de noviembre de 2013, Doering hizo su debut para Dubai Wrestling Entertainment, donde fue derrotado por Behnam Ali. El 17 de enero de 2014, Doering debutó en la European Wrestling Association, donde derrotó a Dragon Okic. El 9 de mayo de 2014, Doering regresó a Border City Wrestling, donde se asoció con Jon Bolen y derrotó a Hiroshi Tanahashi y Takaaki Watanabe.

## Vida personal
El 25 de febrero de 2016, a Doering le diagnosticaron un tumor cerebral. Se sometió a una cirugía para extirparlo el 4 de marzo. 

## Campeonatos y logros
- All Japan Pro Wrestling
  - Triple Crown Heavyweight Championship (2 veces)
  - World Tag Team Championship (4 veces) – con Keiji Mutoh (1), Kono (1), Seiya Sanada (1) y Suwama (1)[2]
  - World's Strongest Tag Determination League (2007) – con Keiji Mutoh[3]
  - World's Strongest Tag Determination League (2013) – con Suwama
  - World's Strongest Tag Determination League (2018) – con Dylan James

- European Wrestling Association
  - EWA World Heavyweight Championship (1 vez)[4]

- Impact Wrestling
  - Impact World Tag Team Championship (2 veces) - con Eric Young, Deaner & Rhino (1) y - con Eric Young & Deaner (1)

- Power of Wrestling
  - Catch Weltcup (2019)[5]

- Pro Wrestling Illustrated
  - Clasificado en el puesto 64 de los 500 mejores luchadores individuales en el PWI 500 en 2014[6] y 2018[7]

### Récord de Lucha de Apuesta
| Perdedor | Ganador     | Apuesta | Ubicación          | Fecha              | Notas                                |
| -------- | ----------- | ------- | ------------------ | ------------------ | ------------------------------------ |
| Máscara  | Joe Doering | Zodiac  | Kobe, Hyōgo, Japón | 25 de mayo de 2008 | Coincidencia entre cabello y máscara |